# Nazionale maschile di hockey su ghiaccio della Cina
La nazionale di hockey su ghiaccio maschile della Cina (中國男子冰球代表隊) è controllata dalla Federazione di hockey su ghiaccio della Cina, la federazione cinese di hockey su ghiaccio, ed è la selezione che rappresenta la Cina nelle competizioni internazionali di questo sport.